# Kaliforniai Köztársaság
A Kaliforniai Köztársaság (angolul: California Republic, spanyolul República de California) melynek másik neve Medve-zászlós Köztársaság (Bear Flag Republic, República de la Bandera del Oso). Az állam 1846. júniusa és júliusa között állt fenn, amely a mai Kalifornia államot és északnyugat-mexikói területeket foglalt magába. 

## A Medve-zászlós felkelés

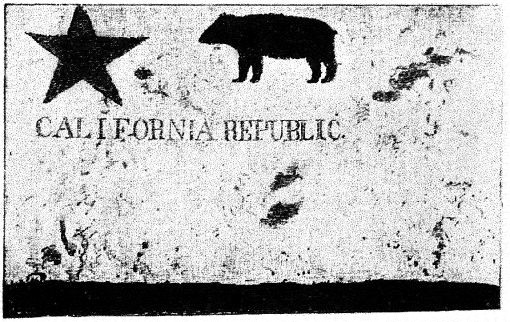
Az eredeti medvés zászló egy 1890-ben készült fényképen

John C. Fremont őrnagy kapta az amerikai hadseregtől a megbízást, hogy a Csendes-óceán felé derítse fel az útvonalat és megtalálják az Arkansas folyó forrásterületét. Ennek hatására a Kaliforniába érkezett 33 angol nyelvű telepes Sonomában meghirdette a felkelést, amelyhez csatlakoztak a környező földesurak marhahajcsárai is. A spanyol-amerikai felkelők a mexikói helyőrség katonáit a Sacramento folyó völgyében elfogták, felhúzták a Medve-zászlót és kikiáltották Kalifornia függetlenségét. Bár a zászló nem volt általánosan elfogadott a felkelők között, de utóbb a felkelés és Kalifornia szimbóluma lett.
Másnap a felkelők elnököt is választottak William B. Ide személyében, aki több mint három hétig hivatalában maradt, igaz semmilyen érdemi cselekedett nem fűződik a nevéhez. Észak-Kalifornia spanyol parancsnoka Mariano Guadalupe Vallejo tábornok kiváltotta a felkelők által elfogott mexikói katonákat, aki nem tett semmit a megalakult szakadár köztársaság ellen. Június 23-án megérkezett Fremont hatvan emberével Sonomába és levonták a Medve-zászlót, amelyet az Egyesült Államok akkori hivatalos zászlaja követett.
A kaliforniai kormányzó a megmozdulás felszámolására 55 katonát küldött ki José Castro vezérletével, akire azonban 20 sonomai felkelő vereséget mért Olompali mellett.
Mexikó katonai vereségével Kalifornia végleg elszakadt és az Egyesült Államok uralma alá került. Júliusra megszűnt a köztársaság is és a sonomai felkelők átadták helyüket az amerikai hatóságoknak.
Kalifornia déli részét Mexikó meg tudta tartani, de mivel az államhatalom meggyengült, ezt amerikai magántőkések (rabszolgatartással foglalkozó földbirtokosok) próbálták kihasználni és a maradék Kaliforniát is az Egyesült Államokhoz csatolni. Az ültetvényesek zsoldosaként William Walker néhány akcióval elfoglalta Alsó-Kaliforniát és Sonorrát, ám ezt a magánháborút az Államok nem támogatták.
Bár az állam már az Egyesült Államok teljeskörű tagja, Kaliforniában létezik egy nem csekély támogatottságot élvező mozgalom, amely teljes szuverenitást akar. A támogatottsága azonban nem akkora, hogy célját el is érhesse, viszont képes hangot adni a követeléseinek.

## A Medve-zászló
A Medve-zászlós felkelés szimbólumának öröksége a mai Kalifornia állam zászlójában maradt fenn, amelyet némi kiegészítéssel vettek át. A felkelés jelentette Kalifornia csatlakozását az Egyesült Államokhoz, bár a felkelés sikerei inkább lélektanilag voltak jelentősek, mert Kalifornia elfoglalását nem a felkelők, hanem az amerikai reguláris erők hajtották végre. A maroknyi csapat sokáig nem tarthatott volna ki, amennyiben a mexikóiak nagyobb erőket vetettek volna be ellenük.
A zászlót William L. Todd, Lincoln feleségének rokona készítette. A zászlón már szerepelt a vörös csillag, amelyet egy másik kaliforniai megmozdulás, Juan Bautista Alvarado és Isaac Graham 1836. évi felkelésénél használt lobogóból vettek át.
Az eredeti zászlót San Franciscóban őrizték, de a nagy földrengés utáni tűzvészben elpusztult, és mára csak fényképen látható.